# Archaïsche periode (Noord-Amerika)

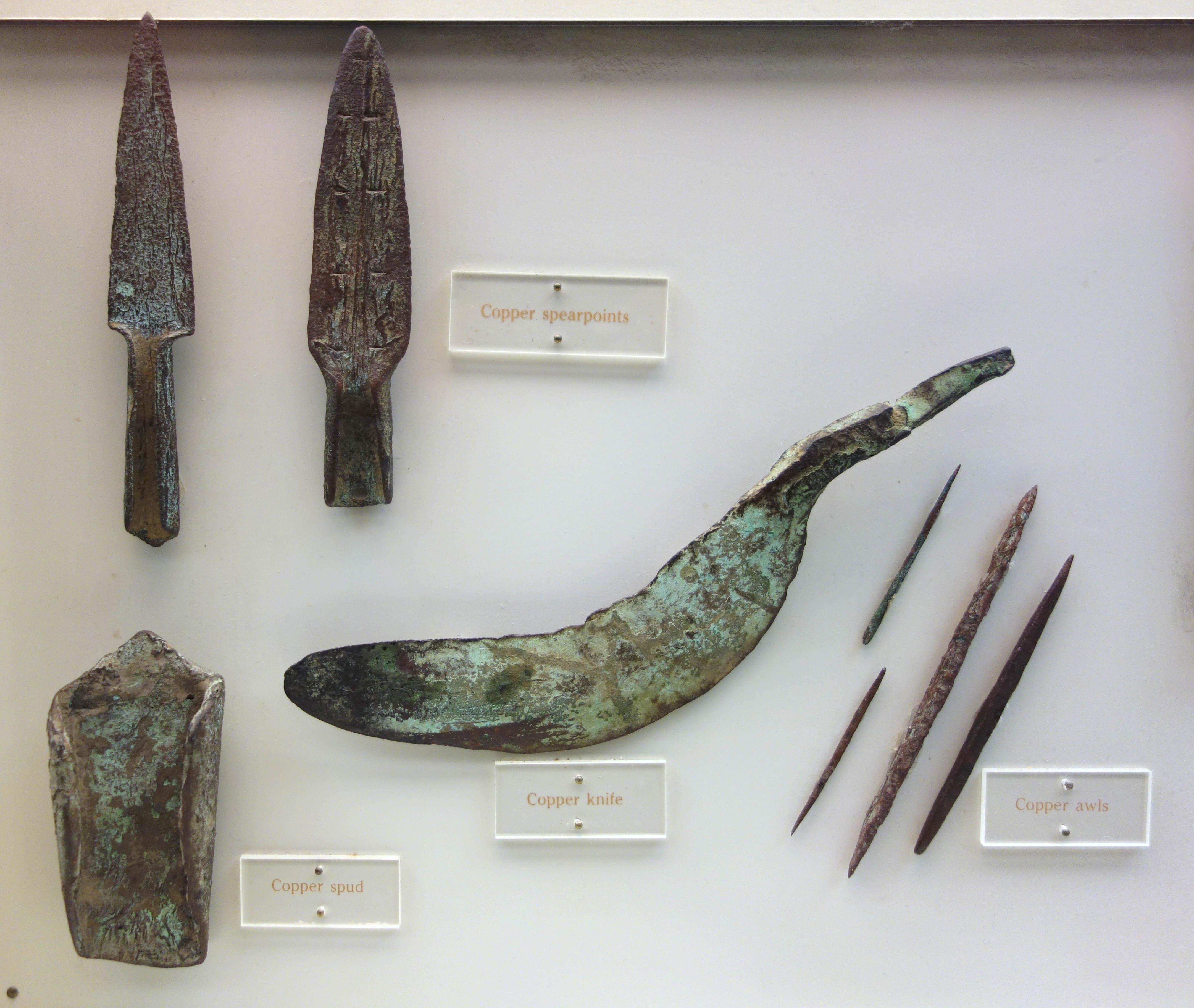
Koperen mes, speerpunten, priemen en schorsschraper, uit de late archaïsche periode, Wisconsin, 3000-1000 v.Chr.

De archaïsche periode in Noord-Amerika is in de classificatie van de archeologische culturen van Noord-Amerika ten noorden van Meso-Amerika de periode van ongeveer 8000 to 1000 v.Chr. In de volgorde van de Noord-Amerikaanse precolumbiaanse culturele stadia wordt ze gedefinieerd als een periode met een archaïsch stadium van culturele ontwikkeling, gekenmerkt door een bestaanseconomie die wordt ondersteund door de exploitatie van noten, zaden en schaaldieren. Omdat het einde ervan bepaald werd door de invoering van sedentaire landbouw, kan de datering in Noord- en Zuid-Amerika aanzienlijk verschillen.
De archaïsche periode volgde op de lithische periode en werd vervangen door de formatieve periode. 

## Classificaties
Sinds de jaren 1990 leverde een betrouwbare datering van meerdere Midden-Archaïsche sites in Noord-Louisiana, Mississippi en Florida een uitdaging voor de traditionele ontwikkelingsmodellen. In deze gebieden organiseerden jager-verzamelaarsgemeenschappen in de Mississippivlakte al rond 3500 v.Chr. de bouw van monumentale aardwerken, zogenaamde mounds, zoals bij Watson Brake. De bouw ging door over een periode van 500 jaar. Vroege mounds zoals Frenchman's Bend en Hedgepeth dateren uit deze periode. Ze zijn allemaal gebouwd door lokale gemeenschappen. Watson Brake wordt nu beschouwd als het oudste heuvelcomplex in Amerika, bijna 2.000 jaar ouder dan de heuvel in Poverty Point (beide liggen in het noorden van Louisiana). Er zijn meer dan 100 sites geïdentificeerd die verband houden met de regionale Poverty Pointcultuur uit de late archaïsche periode. Deze cultuur maakte deel uit van een regionaal handelsnetwerk in het zuidoosten.
Vanaf ongeveer 4000 v.Chr. exploiteerden mensen in de zuidoostelijke boslanden de hulpbronnen van de draslanden en legden grote schelpenhopen aan. Deze ontstonden op plekken waar mensen langs rivieren woonden. Er zijn echter weinig aanwijzingen voor de aanwezigheid van archaïsche volkeren langs de kustlijn vóór 3000 v.Chr. Archaïsche sites aan de kust zijn mogelijk overspoeld door de stijgende zeespiegel: een site in 4,5 tot 6 meter diep water voor de kust van St. Lucie County, Florida werd gedateerd op 2.800 v.Chr. Vanaf ongeveer 3000 v.Chr. zijn er bewijzen voor grootschalige exploitatie van oesters. In de periode van 3000 tot 1000 v.Chr. ontstonden langs de kust schelpenringen, grote schelpenhopen die min of meer open centra omsluiten. Deze schelpenringen zijn talrijk in South Carolina en Georgia, maar zijn ook verspreid over het schiereiland van Florida en langs de kust van de Golf van Mexico tot aan de Pearl River in het westen. Op sommige plekken, zoals Horr's Island in het zuidwesten van Florida, waren de voedselbronnen overvloedig genoeg om het hele jaar door grote gemeenschappen te ondersteunen die heuvels bouwden. Vier schelpen- of zandheuvels op Horr's Island zijn gedateerd tussen 2.900 en 2.300 v.Chr. 

### Shield-Archaic
Het Shield-Archaic, vernoemd naar het Canadees Schild, was een specifieke regionale cultuur die bestond tijdens het Holocene klimaatoptimum dat ongeveer 6.500 jaar geleden begon. Tijdens deze warme periode breidden de bossen zich naar het noorden uit en waren de temperaturen hoger dan aan het einde van de 20e eeuw. Het is gerelateerd aan het overgangsgebied tussen de taiga en de toendra in het huidige noorden van Saskatchewan en de Northwest Territories, nabij het Athabascameer. De Late Shield Archaic-fase (3500-4450 BP) heeft echter sites die zo ver weg liggen als Manitoba, en archeologen hebben vermoedelijke Shield Archaic-sites onderzocht tot aan Killarney Provincial Park nabij Georgian Bay in Ontario. 
De Canadese archeoloog J.V. Wright betoogde in 1976 dat het Shield-Archaic was voortgekomen uit de Planoculturen, maar dit werd in een publicatie uit 1996 in twijfel getrokken door Bryan C. Gordon. De Shield-Archaic-werktuigen verschilden in ontwerp tussen de sites in het bos en in de toendra. Er zijn duwschaven gevonden die gebruikt werden om hout, bot of gewei te schaven. Shield Archaic-mensen jaagden op rendieren, waarbij ze zich vooral richtten op waterovergangen. 

## Tijdlijn
- 8000 v.Chr.: De laatste ijstijd eindigt, waardoor de zeespiegel stijgt en de Beringlandbrug overstroomt. Hierdoor wordt de belangrijkste migratieroute vanuit Siberië minder toegankelijk.
- 8000 v.Chr.: Er valt voldoende regen in het Amerikaanse zuidwesten om veel grote zoogdiersoorten te ondersteunen: mammoeten, mastodonten en Bison antiquus.
- 8000 v.Chr.: Jagers in het zuidwesten van Amerika gebruiken de atlatl.
- 7500 v.Chr.: Eerste mandenmakerij.
- 7560-7370 v.Chr.: De Kennewick-man sterft langs de oever van de Columbia in de staat Washington, en laat een van de meest complete vroege Amerikaanse skeletten achter.
- 7000 v.Chr.: De volkeren in het noordoosten zijn steeds afhankelijker van herten, noten en wilde zaden naarmate het klimaat opwarmt.
- 7000 v.Chr.: Volkeren in Lahontan Basin, Nevada mummificeerden hun doden om ze eer en respect te tonen. Dit toont hun diepe bezorgdheid over de behandeling en toestand van de doden.
- 6500 v.Chr.: De San Dieguito-Pinto-traditie en de Chihuahua-traditie ontstaan in het zuidwesten.
- 6000 v.Chr.: Voorouders van Penutische talen-sprekende volkeren vestigen zich op het noordwestelijke plateau.
- 6000 v.Chr.: Nomadische jagersgroepen trekken door het subarctische Alaska, op zoek naar kuddes rendieren en ander wild.
- 5700 v.Chr.: cataclysmische uitbarsting van Mount Mazama in het hedendaagse Oregon.
- 5500 v.Chr.: De Oshara-traditie, een zuidwestelijke archaïsche traditie, ontstaat in het noorden van centraal New Mexico, het San Juan-bekken, de Rio Grande Valley, het zuiden van Colorado en het zuidoosten van Utah.
- De bewoners van het Noordwestelijk Plateau zijn steeds meer afhankelijk van de zalmpopulatie.
- 5000 v.Chr.: In Meso-Amerika begint men met de teelt van voedingsgewassen.
- 5000 v.Chr.: De volkeren in het noordwesten van de Stille Oceaan, van Alaska tot Californië, ontwikkelen een visserijeconomie, met zalm als hoofdvoedsel.
- 5000 v.Chr.: De oude kopercultuur van het Grote Merengebied verwerkt het metaal tot allerlei gereedschappen en sieraden, zoals messen, bijlen, priemen, armbanden, ringen en hangers.
- 5000 v.Chr.-200 n.Chr.: De Cochisecultuur ontstaat in het Amerikaanse zuidwesten.
- 4500 v.Chr.: Opkomst van de Shield-traditie.
- Indianen in het noordelijke deel van de Grote Meren produceren koperen gereedschappen, sieraden en gebruiksvoorwerpen die worden verhandeld in de Great Plains en de Ohio-vallei.
- Schelpenornamenten en koperen voorwerpen bij Indian Knoll in Kentucky bewijzen dat er gedurende meerdere millennia een uitgebreid handelssysteem bestond.
- 4000 v.Chr.: De inwoners van Meso-Amerika verbouwden maïs, terwijl de bewoners van Peru bonen en pompoenen verbouwen.
- 4000-1000 v.Chr.: Oude kopercultuur ontstaat in de regio van de Grote Meren.
- 3500 v.Chr.: De grootste, oudste buffalo jump-locatie bij Head-Smashed-In Buffalo Jump, Alberta, Canada.
- 3500-3000 v.Chr.: Bouw van een uitgebreid heuvelcomplex bij Watson Brake in de uiterwaarden van de Ouachita nabij Monroe in het noorden van Louisiana.aat-archaïsch
- 3000 v.Chr.: In het Amerikaanse zuiden begon de teelt van zonnebloemen en moerasvlier (Iva annua); in het noordoosten van het land worden amarant en moerasvlier verbouwd.
- 3000 v.Chr.: De Cochisecultuur uit het Amerikaanse zuidwesten begon met het verbouwen van een primitieve vorm van maïs, geïmporteerd uit Meso-Amerika. Gewone bonen en pompoenen volgden later.
- 3000 v.Chr.: Volkeren van het noordwesten van de Stille Oceaan beginnen schelpdieren te exploiteren.
- 3000 v.Chr.: De visserij op het noordwestelijk plateau neemt toe.
- 3000 v.Chr.: Volkeren die Algonkintalen spreken arriveren vanuit het zuiden in de Noordoostelijke Woudgebieden.
- 2888 v.Chr.: Mensen van de Stallingscultuur aan de Savannah beginnen met het maken van aardewerk, in een tijd dat het aardewerk zich in Zuid-Amerika verspreidde, maar Meso-Amerika nog niet had bereikt.
- 2500-800 v.Chr.: De Arctische kleine werktuigtraditie ontwikkelde zich op het Alaska-schiereiland, nabij Bristol Bay en aan de oostkust van de Beringstraat in Alaska.
- 2500 v.Chr.: De Independence I-cultuur-mensen komen Groenland binnen vanuit Noord-Amerika. Het laatste archeologische bewijs voor de Independence I-cultuur dateert uit 1730 v.Chr.
- 2400 v.Chr.: De Saqqaqcultuur komt Groenland binnen vanuit Siberië en leeft daar tot 400 v.Chr.
- 2100 v.Chr.: De maïsteelt begint in Arido-Amerika.